# Torneo de Basilea 2012
El Swiss Indoors Basel 2012 es un torneo de tenis que pertenece a la ATP en la categoría de ATP World Tour 500. El evento se llevará a cabo en Basilea, Suiza, del 22 de octubre al 28 de octubre del 2012 sobre canchas duras bajo techo.

## Cabezas de serie
| Tenista               | Ranking | N.º |
| Roger Federer         | 1       | 1   |
| Juan Martín del Potro | 8       | 2   |
| Richard Gasquet       | 13      | 3   |
| Stanislas Wawrinka    | 17      | 4   |
| Andreas Seppi         | 22      | 5   |
| Mijaíl Yuzhny         | 27      | 6   |
| Florian Mayer         | 28      | 7   |
| Viktor Troicki        | 32      | 8   |

- Los cabezas de serie, están basados en el ranking ATP del 22 de octubre de 2012.

## Campeones

### Individual Masculino
Juan Martín del Potro venció a  Roger Federer por 6-4, 6-7(5), 7-6(3).

### Dobles Masculino
Daniel Nestor y  Nenad Zimonjic  vencieron a  Treat Conrad Huey y  Dominic Inglot por 7-5 6-7(4) 10-5.